# مارک هالیس
مارک هالیس (انگلیسی: Mark David Hollis؛ زادهٔ ۴ ژانویهٔ ۱۹۵۵ - ۲۵ فوریه ۲۰۱۹) خواننده، ترانه‌سرا و موسیقی‌دان اهل بریتانیا بود که بین سال‌های ۱۹۷۷ تا ۱۹۹۸ میلادی فعالیت می‌کرد. او خواننده گروه سینث‌پاپ و پست-راک تاک تاک بود.
هالیس سال ۱۹۹۸ پس از انتشار نخستین و تنها آلبوم شخصی‌اش که همنام خود او بود، از دنیای موسیقی کناره‌گیری کرد.